# Shu-turul
Shu-turul ou Shudurul est un roi de l'empire d'Akkad qui aurait régné vers 2168 à 2154 ou de 2148 à 2134 av. J.-C. 
Son règne est très mal connu, attesté par quelques inscriptions commémorant des offrandes faites par le roi à des divinités. 
Il est le dernier roi d'Akkad attesté, succédant à des rois qui ont perdu les territoires dominés par les grands souverains de la dynastie d'Akkad (notamment Sargon et Naram-Sin). Mais il n'est pas forcément leur descendant. Les anciens vassaux sont devenus des menaces pour Akkad, mais on ne sait pas qui est le responsable de la chute finale de la dynastie. La tradition mésopotamienne a gardé en mémoire l'action des Gutis, mais on sait que plusieurs cités montaient alors en puissance et ont pu contribuer à la fin d'Akkad : Lagash, Awan et surtout Uruk qui devient ensuite la puissance dominante.